# مخالفة وقوف
مخالفة وقوف هو قانون لمنع وقوف السيارات في أماكن غير مصرح بها مثل الوقوف في وسط الطريق السريع أو على الطريق، ويعتبر هذا القانون من أهم قوانين المرور ويستخدم في أغلب دول العالم ويعتبر جريمة يعاقب عليه القانون وفي أغلب دول العالم حيث يتم تغريم مرتكب المخالفة.

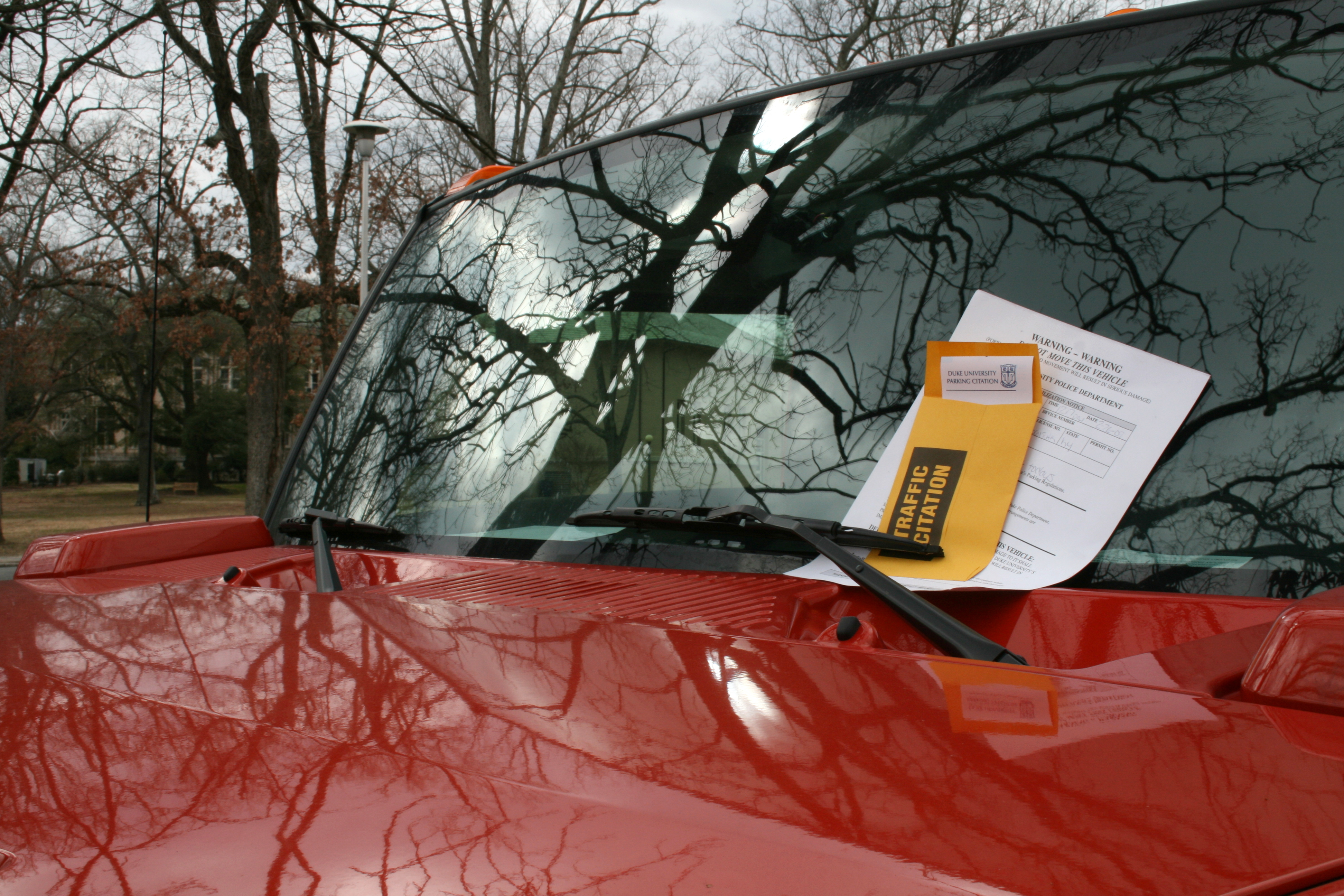
تذكرة مخالفة قانون الوقوف على سيارة في دورهام ، كارولاينا الشمالية

## معرض صور
